# ウォッカ・マティーニ
ウォッカ・マティーニ (vodka martini) は、ウォッカベースのカクテル。

## 標準的なレシピ
- ウォッカ - 45ml
- ドライベルモット - 15ml

## 作り方
- 上記材料をミキシンググラスに入れてステアする。
- カクテル・グラスに注ぎ、レモン・ピールをしぼりかけ、オリーブを飾る。

## 備考
- ウォッカティーニ (vodkatini) 、カンガルー (kangaroo) とも呼ばれる。
- 映画007シリーズの主人公であるジェームズ・ボンドが、劇中において「Vodka Martini, Shaken, not stirred」（ウォッカ・マティーニ、ステアではなくシェイクで）と注文するシーンがある。